# NGC 5003
NGC 5003 est une vaste et lointaine galaxie spirale située dans la constellation des Chiens de chasse. Sa vitesse par rapport au fond diffus cosmologique est de 10 937 ± 14 km/s, ce qui correspond à une distance de Hubble de 161 ± 11 Mpc (∼525 millions d'al). NGC 5003 a été découverte par l'astronome germano-britannique William Herschel en 1787.
NGC 5003 est une galaxie LINER, c'est-à-dire une galaxie dont le noyau présente un spectre d'émission caractérisé par de larges raies d'atomes faiblement ionisés. Selon la base de données Simbad, NGC 5003 est une galaxie active contenant un blazar.
En raison d'une brillance de surface égale à 14,06 mag/am2, on peut qualifier NGC 5003 de galaxie à faible brillance de surface (LSB en anglais pour low surface brightness). Les galaxies LSB sont des galaxies diffuses (D) avec une brillance de surface inférieure de moins d'une magnitude à celle du ciel nocturne ambiant.